# Nohant-en-Graçay
Nohant-en-Graçay est une commune française située dans le département du Cher en région Centre-Val de Loire.

## Géographie

### Localisation
Nohant-en-Graçay est situé au sud-ouest de Vierzon, sur la route départementale 68 entre Graçay et Reuilly, à trois kilomètres de l'autoroute A20, sans y avoir accès directement.

### Hydrographie
Le territoire communal possède les sources de la rivière Fouzon, affluent du Cher, et donc sous-affluent de la Loire.

### Climat
Pour des articles plus généraux, voir Climat du Centre-Val de Loire et Climat du Cher.
En 2010, le climat de la commune est de type climat océanique dégradé des plaines du Centre et du Nord, selon une étude du CNRS s'appuyant sur une série de données couvrant la période 1971-2000. En 2020, Météo-France publie une typologie des climats de la France métropolitaine dans laquelle la commune est exposée à un climat océanique altéré et est dans la région climatique  Centre et contreforts nord du Massif Central, caractérisée par un air sec en été et un bon ensoleillement. 
Pour la période 1971-2000, la température annuelle moyenne est de 11,6 °C, avec une amplitude thermique annuelle de 15,1 °C. Le cumul annuel moyen de précipitations est de 724 mm, avec 11 jours de précipitations en janvier et 7,1 jours en juillet. Pour la période 1991-2020, la température moyenne annuelle observée sur la station météorologique la plus proche, située sur la commune de Graçay à 4 km à vol d'oiseau, est de 12,1 °C et le cumul annuel moyen de précipitations est de 741,3 mm,. Pour l'avenir, les paramètres climatiques de la commune estimés pour 2050 selon différents scénarios d'émission de gaz à effet de serre sont consultables sur un site dédié publié par Météo-France en novembre 2022.
| Mois                                  | jan.             | fév.           | mars           | avril         | mai           | juin           | jui.           | août           | sep.          | oct.            | nov.            | déc.             | année      |
| ------------------------------------- | ---------------- | -------------- | -------------- | ------------- | ------------- | -------------- | -------------- | -------------- | ------------- | --------------- | --------------- | ---------------- | ---------- |
| Température minimale moyenne (°C)     | 1,5              | 1              | 3              | 4,9           | 8,8           | 12,2           | 13,9           | 13,7           | 10,4          | 8,2             | 4,3             | 2                | 7          |
| Température moyenne (°C)              | 4,6              | 5,2            | 8,4            | 11,1          | 14,9          | 18,4           | 20,3           | 20,2           | 16,5          | 12,9            | 7,9             | 5                | 12,1       |
| Température maximale moyenne (°C)     | 7,7              | 9,3            | 13,8           | 17,2          | 20,9          | 24,6           | 26,8           | 26,7           | 22,7          | 17,5            | 11,6            | 8,1              | 17,2       |
| Record de froid (°C) date du record   | −20,1 17.01.1987 | −16,5 06.02.12 | −11,4 01.03.05 | −5,4 04.04.22 | −0,8 06.05.19 | 2,7 07.06.1986 | 5,8 13.07.1993 | 3,2 31.08.1986 | 0,7 20.09.12  | −5,2 30.10.1997 | −9,7 23.11.1993 | −15,4 31.12.1985 | −20,1 1987 |
| Record de chaleur (°C) date du record | 17,2 25.01.16    | 22,6 27.02.19  | 26,6 31.03.21  | 31 20.04.1968 | 34,1 27.05.05 | 40,1 18.06.22  | 41,2 25.07.19  | 39,5 05.08.03  | 36,2 14.09.20 | 30,8 01.10.1985 | 24,3 08.11.15   | 18,3 16.12.1989  | 41,2 2019  |
| Précipitations (mm)                   | 62               | 51,4           | 52,8           | 62,3          | 74,6          | 54,3           | 56,3           | 57,5           | 59,4          | 71,9            | 67,7            | 71,1             | 741,3      |

## Urbanisme

### Typologie
Au 1er janvier 2024, Nohant-en-Graçay est catégorisée commune rurale à habitat très dispersé, selon la nouvelle grille communale de densité à 7 niveaux définie par l'Insee en 2022.
Elle est située hors unité urbaine. Par ailleurs la commune fait partie de l'aire d'attraction de Vierzon, dont elle est une commune de la couronne,. Cette aire, qui regroupe 20 communes, est catégorisée dans les aires de moins de 50 000 habitants,.

### Occupation des sols
L'occupation des sols de la commune, telle qu'elle ressort de la base de données européenne d’occupation biophysique des sols Corine Land Cover (CLC), est marquée par l'importance des territoires agricoles (89,6 % en 2018), une proportion sensiblement équivalente à celle de 1990 (89,5 %). La répartition détaillée en 2018 est la suivante : 
terres arables (79,2 %), forêts (10,4 %), zones agricoles hétérogènes (8,7 %), prairies (1,7 %).
L'évolution de l’occupation des sols de la commune et de ses infrastructures peut être observée sur les différentes représentations cartographiques du territoire : la carte de Cassini (XVIIIe siècle), la carte d'état-major (1820-1866) et les cartes ou photos aériennes de l'IGN pour la période actuelle (1950 à aujourd'hui).

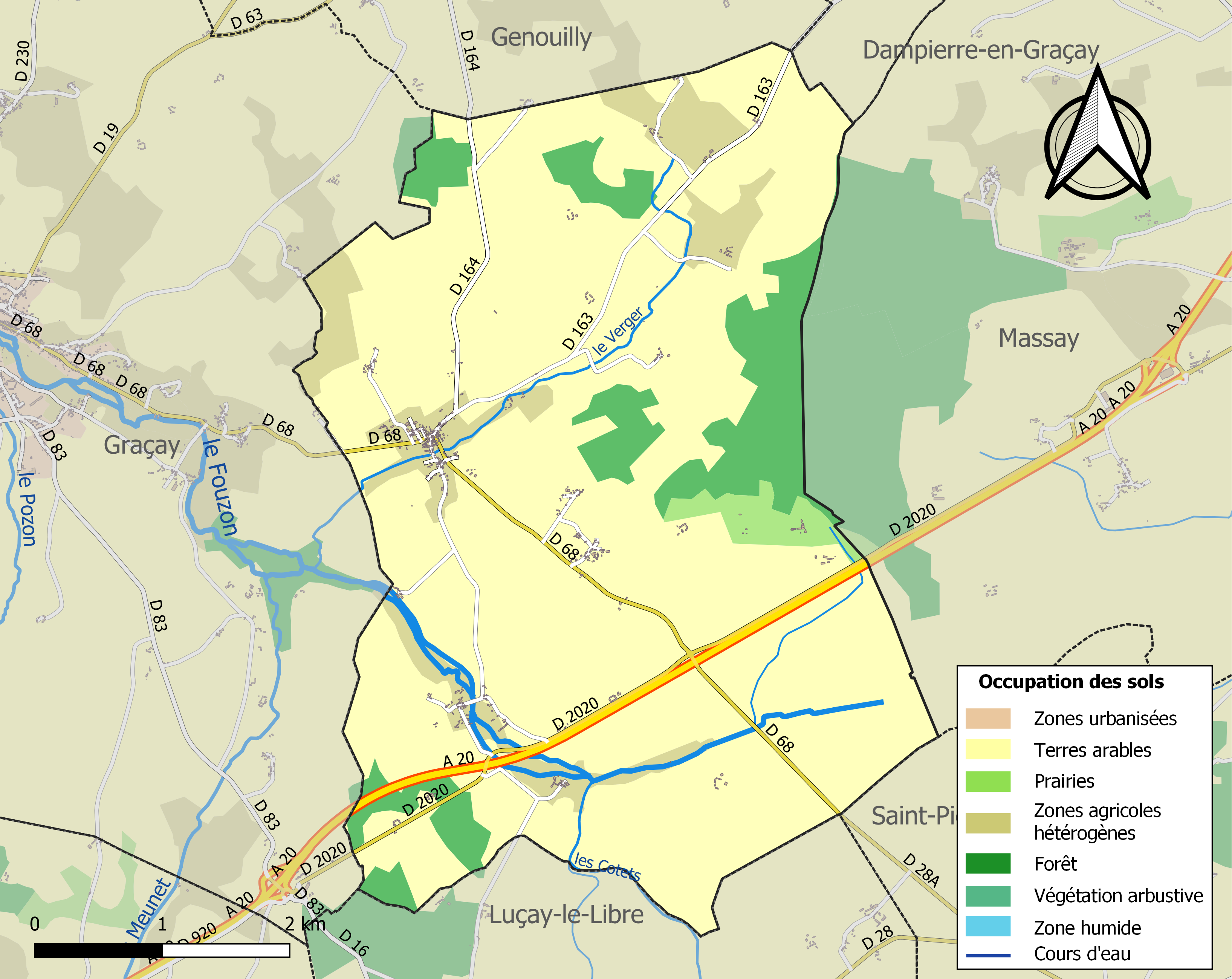
Carte des infrastructures et de l'occupation des sols de la commune en 2018 (CLC).

### Risques majeurs
Le territoire de la commune de Nohant-en-Graçay est vulnérable à différents aléas naturels : météorologiques (tempête, orage, neige, grand froid, canicule ou sécheresse), mouvements de terrains et séisme (sismicité faible). Il est également exposé à un risque technologique,  le transport de matières dangereuses. Un site publié par le BRGM permet d'évaluer simplement et rapidement les risques d'un bien localisé soit par son adresse soit par le numéro de sa parcelle.

#### Risques naturels

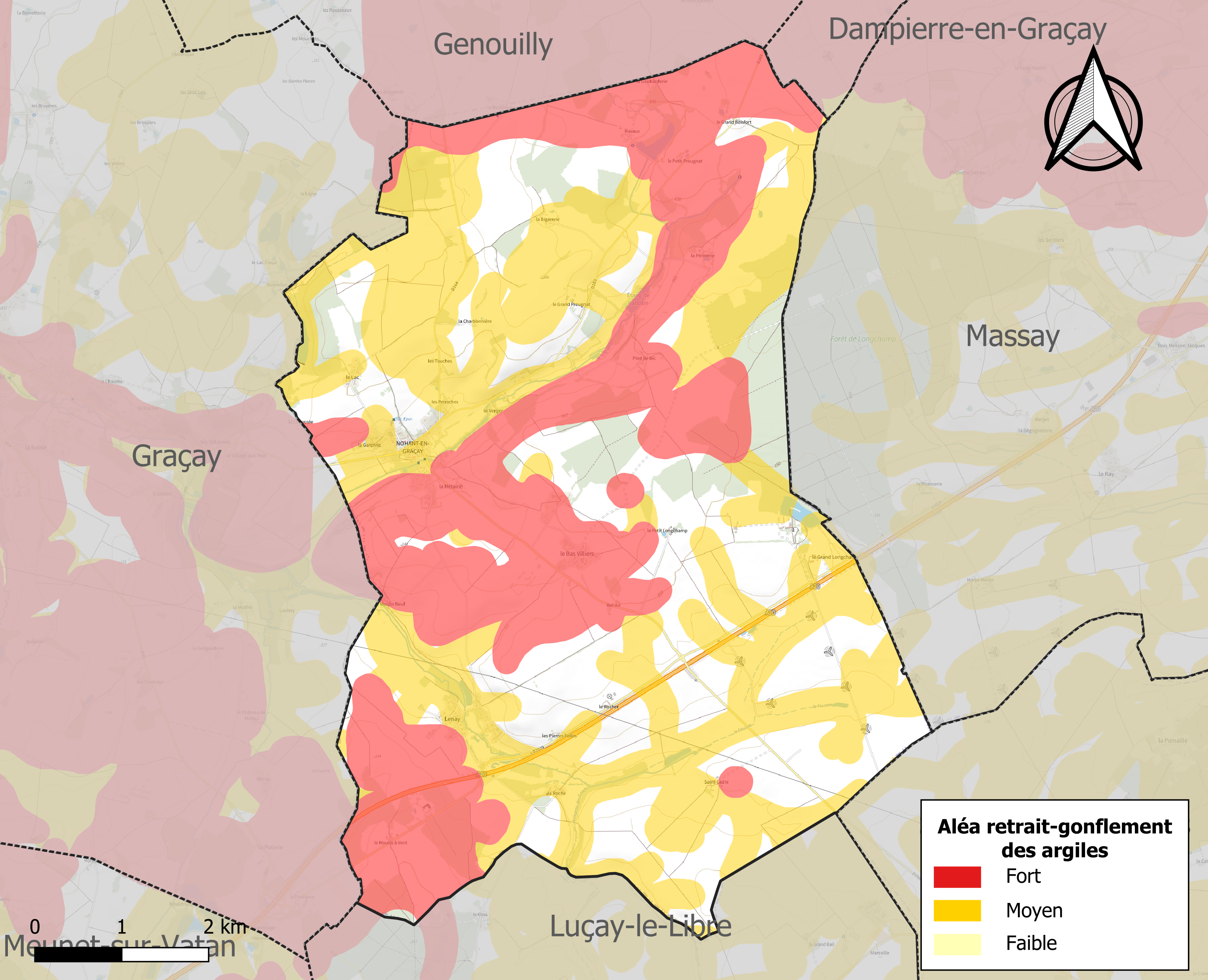
Carte des zones d'aléa retrait-gonflement des sols argileux de Nohant-en-Graçay.

La commune est vulnérable au risque de mouvements de terrains constitué principalement du retrait-gonflement des sols argileux. Cet aléa est susceptible d'engendrer des dommages importants aux bâtiments en cas d’alternance de périodes de sécheresse et de pluie. 72,9 % de la superficie communale est en aléa moyen ou fort (90 % au niveau départemental et 48,5 % au niveau national). Sur les 204 bâtiments dénombrés sur la commune en 2019, 180 sont en aléa moyen ou fort, soit 88 %, à comparer aux 83 % au niveau départemental et 54 % au niveau national. Une cartographie de l'exposition du territoire national au retrait gonflement des sols argileux est disponible sur le site du BRGM,.
Concernant les mouvements de terrains, la commune a été reconnue en état de catastrophe naturelle au titre des dommages causés par la sécheresse en 2011 et 2018 et par des mouvements de terrain en 1999.

#### Risques technologiques
Le risque de transport de matières dangereuses sur la commune est lié à sa traversée par des infrastructures routières ou ferroviaires importantes ou la présence d'une canalisation de transport d'hydrocarbures. Un accident se produisant sur de telles infrastructures est en effet susceptible d’avoir des effets graves au bâti ou aux personnes jusqu’à 350 m, selon la nature du matériau transporté. Des dispositions d’urbanisme peuvent être préconisées en conséquence.

## Histoire

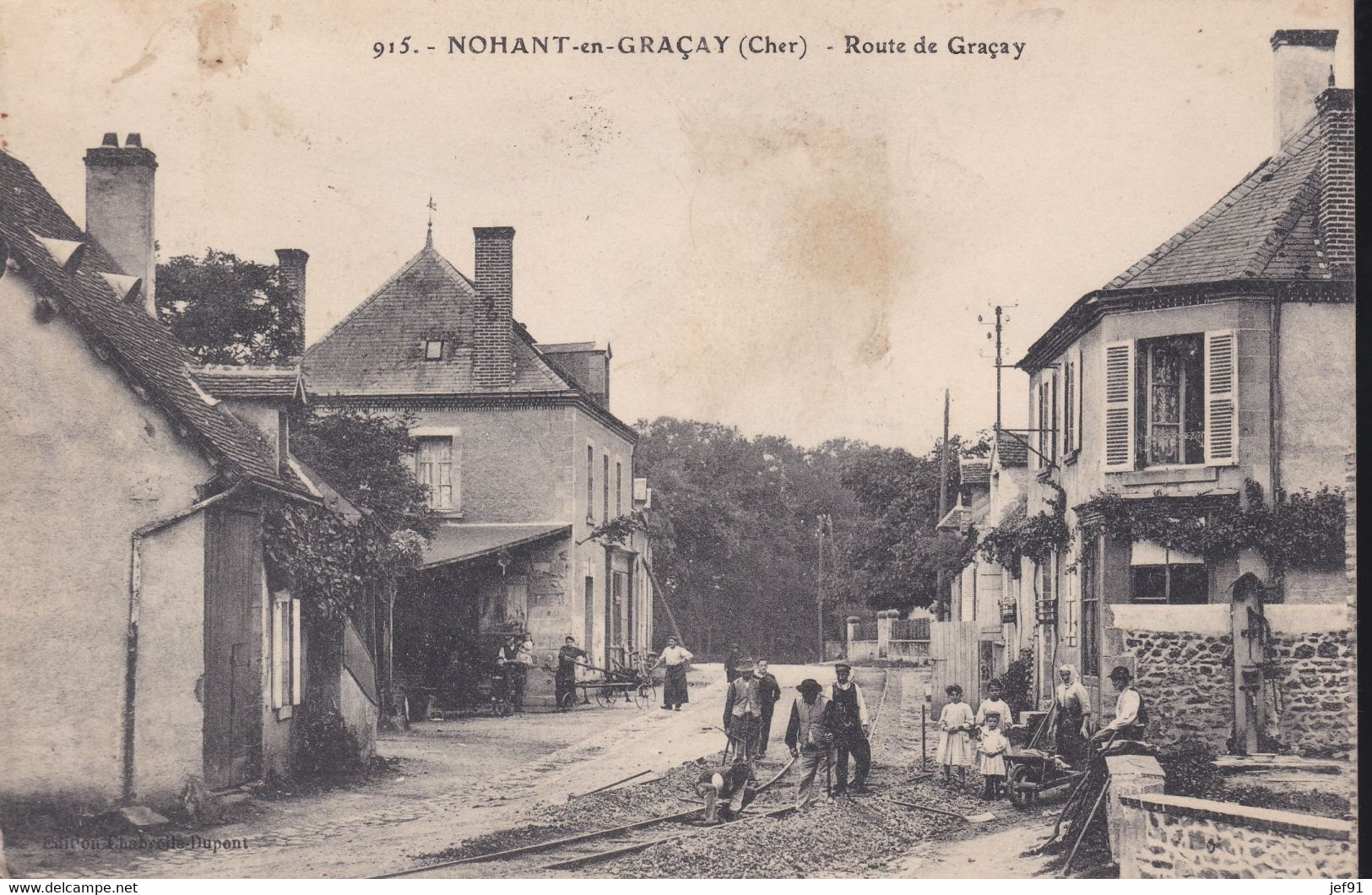
Route de Graçay en travaux sur voie ferrée de Tramways de l'Indre

## Politique et administration

### Rattachements administratifs et électoraux
La commune se trouve dans le département du Cher et, depuis 1984, dans l'arrondissement de Vierzon. Pour l'élection des députés, elle fait partie depuis 1988 de la deuxième circonscription du Cher.
Elle faisait partie depuis 1793  du canton de Graçay. Dans le cadre du redécoupage cantonal de 2014 en France, la commune est désormais intégrée au canton de Vierzon-2.

### Intercommunalité
La commune est devenue membre en 2000 de la communauté de communes de Graçay Saint-Outrille créée fin 1993, et qui a alors pris la dénomination de communauté de communes des Vallées vertes du Cher Ouest.
Cette intercommunalité fusionne avec la communauté de communes Vierzon Pays des Cinq rivières, la nouvelle intercommunalité créée le 1er janvier 2013 portant le nom de communauté de communes Vierzon Sologne Berry.
Le 1er janvier 2020, celle-ci a fusionné avec la communauté de communes les Villages de la Forêt pour former la communauté de communes Vierzon-Sologne-Berry et Villages de la Forêt, dont la commune est désormais membre.

### Liste des maires
| Période                                  | Période  | Identité         | Étiquette | Qualité                               |
| ---------------------------------------- | -------- | ---------------- | --------- | ------------------------------------- |
| Les données manquantes sont à compléter. |          |                  |           |                                       |
| 1848                                     | 1850     | Silas Tourangin  |           | Militaire et homme politique français |
| mars 2014                                | En cours | Serge Perrochon, |           | Agriculteur sur moyenne exploitation  |

### Distinctions et labels
Dans son palmarès 2016, le Conseil National des Villes et Villages Fleuris de France a attribué une fleur à la commune au Concours des villes et villages fleuris, puis deux fleurs en 2019.

## Démographie
L'évolution du nombre d'habitants est connue à travers les recensements de la population effectués dans la commune depuis 1793. Pour les communes de moins de 10 000 habitants, une enquête de recensement portant sur toute la population est réalisée tous les cinq ans, les populations de référence des années intermédiaires étant quant à elles estimées par interpolation ou extrapolation. Pour la commune, le premier recensement exhaustif entrant dans le cadre du nouveau dispositif a été réalisé en 2007.

En 2022, la commune comptait 292 habitants, en évolution de −3,95 % par rapport à 2016 (Cher : −2,48 %, France hors Mayotte : +2,11 %).
| 1793 | 1800 | 1806 | 1821 | 1831 | 1836 | 1841 | 1846 | 1851 |
| ---- | ---- | ---- | ---- | ---- | ---- | ---- | ---- | ---- |
| 746  | 496  | 454  | 655  | 485  | 753  | 773  | 783  | 846  |

| 1856 | 1861 | 1866 | 1872 | 1876 | 1881 | 1886 | 1891 | 1896 |
| ---- | ---- | ---- | ---- | ---- | ---- | ---- | ---- | ---- |
| 863  | 822  | 783  | 763  | 775  | 776  | 726  | 722  | 721  |

| 1901 | 1906 | 1911 | 1921 | 1926 | 1931 | 1936 | 1946 | 1954 |
| ---- | ---- | ---- | ---- | ---- | ---- | ---- | ---- | ---- |
| 710  | 680  | 679  | 555  | 570  | 545  | 537  | 520  | 489  |

| 1962 | 1968 | 1975 | 1982 | 1990 | 1999 | 2006 | 2007 | 2012 |
| ---- | ---- | ---- | ---- | ---- | ---- | ---- | ---- | ---- |
| 427  | 398  | 370  | 318  | 296  | 306  | 311  | 312  | 298  |

| 2017 | 2022 | - | - | - | - | - | - | - |
| ---- | ---- | - | - | - | - | - | - | - |
| 306  | 292  | - | - | - | - | - | - | - |

## Économie
La commune se trouve dans l'aire géographique et dans la zone de production du lait, de fabrication et d'affinage du fromage Valençay.

## Culture locale et patrimoine

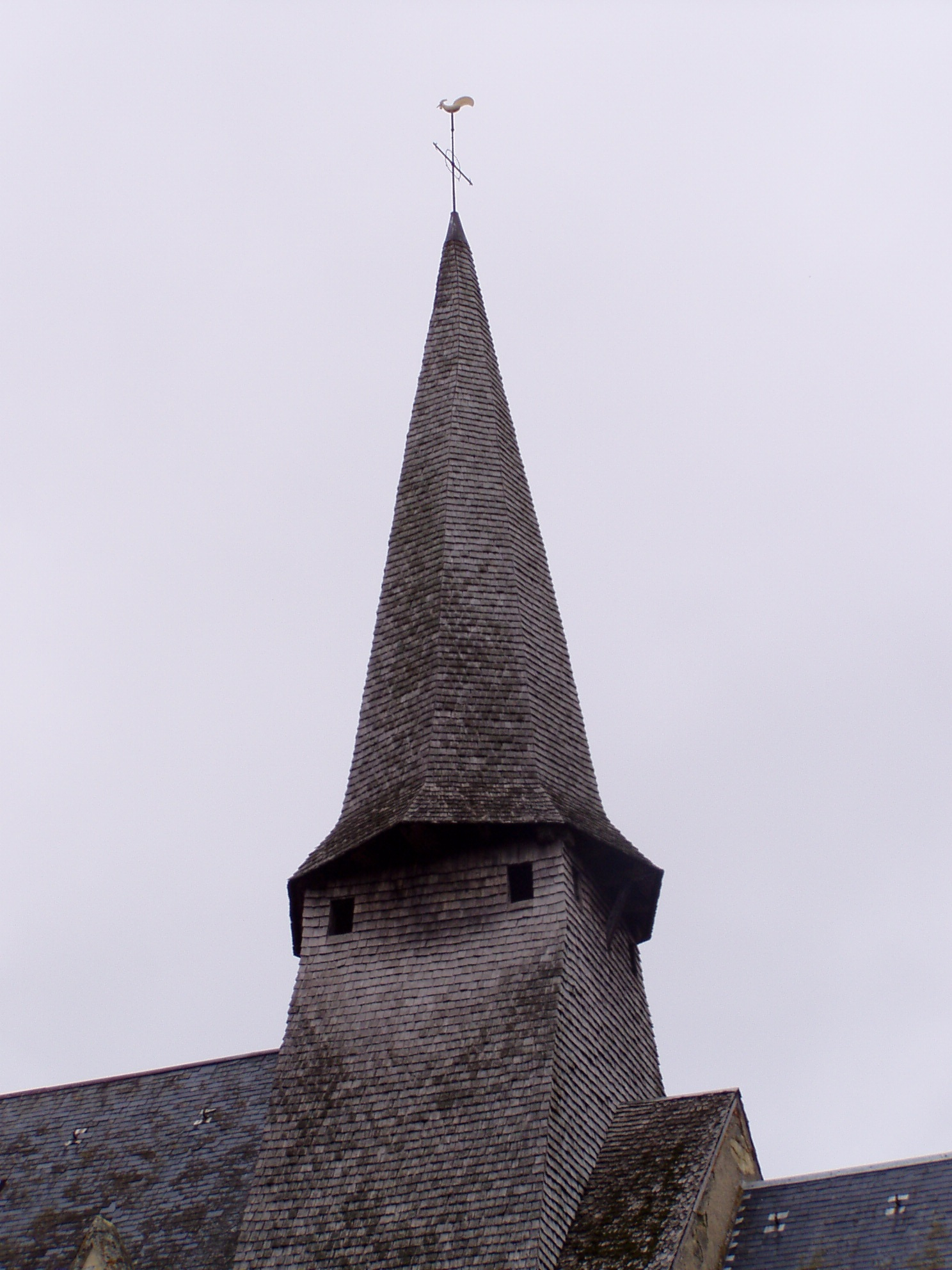
Clocher tors de l'église Saint-Martin de Nohant-en-Graçay

### Lieux et monuments
- Église Saint-Martin, classée partiellement monument historique pour son clocher tors par arrêté du 19 août 1921[27].
- Maison de Zulma Carraud. Elle est située juste à côté de l'église, entourée d'un parc arboré.
- Un petit parcours de l’instruction civique composé de seize panneaux permet de découvrir le village tout en évoquant différentes notions liées à la citoyenneté[28][pertinence contestée].
- Double lavoir datant de 1853, restauré récemment.
- Château du Chesne. Château du XVIIIe siècle situé près du hameau de Lenay à 3 km du bourg[29].

### Personnalités liées à la commune
- Silas Tourangin (1790-1874), député du Doubs puis maire de Nohant-en-Graçay de 1848 à 1850.
- Zulma Carraud, amie de Balzac, a vécu à Nohant-en-Graçay, de 1848 à 1882 dans la maison de son frère Silas Tourangin qui fut maire de 1848 à 1850. Son mari le commandant Carraud y mourut le 13 février 1864. Zulma quitta Nohant en 1882 et mourut à Paris le 24 avril 1889 à l'âge de 93 ans. Ses obsèques eurent lieu à Nohant où elle repose dans le carré familial en haut et à gauche du cimetière[30].
- Gaston Carraud (1864-1920), son petit-fils, compositeur, premier Grand Prix de Rome (1890), qui repose à ses côtés.